# Unitats de la FAO de sòls
La FAO (Organització de les Nacions Unides per l'Agricultura i l'Alimentació) va desenvolupar una classificació dels sòls supranacional també anomenada World Soil Classification, (Classificació Mundial del Sòl) la qual ofereix generalitzacions útils sobre la gènesi dels sòls (pedogènesi) amb interaccions amb els principals factors de formació dels sòls. Va ser publicada per primera vegada en el Soil Map of the World (Mapa de Sòls) de la UNESCO l'any 1974 a escala 1 : 5 M.
Es va aplicar en els programes auspiciats per les Nacions Unides. Molts països el van modificar segons les seves necessitats.
L'any 1998 aquest sistema va ser substituït per l'anomenat World Reference Base for Soil Resources.

## Unitats de sòl de la FAO
- Acrisols
- Andosols
- Arenosols
- Cambisols
- Chernozems
- Ferralsols
- Fluvisols
- Gleysols
- Greyzems
- Gypsisols
- Histosols
- Kastanozems
- Lithosols
- Luvisols
- Nitosols
- Phaeozems
- Planosols
- Podzols
- Podzoluvisols
- Rankers
- Regosols
- Rendzinas
- Solonchaks
- Solonetz
- Vertisols
- Yermosols